# James Lee Burke
James Lee Burke (Houston, 5 dicembre 1936) è uno scrittore statunitense.
Autore di romanzi polizieschi e thriller, ma anche di molta narrativa mainstream e di numerosi racconti, ha creato il personaggio di Dave Robicheaux e concepito la lunga saga della famiglia Holland, a partire dal capostipite Sam (personaggio realmente esistito, che prese parte alla battaglia di Alamo), per giungere ai suoi pronipoti Hack Holland e Billy Bob Holland, protagonisti di numerosi romanzi.

## Biografia
Burke è nato a Houston, in Texas. Ha studiato alla University of Louisiana at Lafayette ed alla University of Missouri, ricevendo rispettivamente un Bachelor of Arts e un Master of Arts in Letteratura inglese. Vistosi a lungo rifiutati i suoi dattiloscritti, ha lavorato nell'industria petrolifera, nel giornalismo e come assistente sociale in una zona disagiata di Los Angeles. Dagli anni Ottanta ha insegnato Scrittura creativa alla Wichita State University.
La sua carriera di narratore ha avuto un inizio assai travagliato: alcuni dei suoi primi romanzi sono stati rifiutati decine di volte da case editrici grandi e piccole. Solo la creazione del personaggio di Dave Robicheaux, nel 1987, gli ha fatto conseguire notorietà internazionale. Burke è uno dei pochissimi autori ad aver vinto due volte l'Edgar Award: nel 1990 e nel 1998, oltre il premio alla carriera (il Grand Master Award) a lui assegnato nel 2009.
Burke e sua moglie, Pearl, vivono attualmente tra Lolo, in Montana e New Iberia, in Louisiana.
- Anche sua figlia Alafair Burke, già vice procuratore distrettuale nell'Oregon e oggi professore universitario di Giurisprudenza, è una nota scrittrice di polizieschi e thriller.
- Dave Robicheaux, il personaggio più famoso di Burke, è stato portato sugli schermi due volte: da Alec Baldwin (in Omicidio a New Orleans, 1996, diretto da Phil Joanou) e da Tommy Lee Jones (L'occhio del ciclone - In the Electric Mist, 2009, con la regia di Bertrand Tavernier).

## Premi Letterari
- Nel 1990 vince l'Edgar Award con il romanzo Black Cherry Blues.
- Nel 1995 vince l'Hammett Prize con il romanzo Dixie City Jam.
- Nel 1998 vince l'Edgar Award con il romanzo Cimarron Rose.
- Nel 1998 vince il Gold Dagger Award con il romanzo Sunset Limited.
- Nel 2003 finalista all'Edgar Award con il romanzo Jolie Blon's Bounce.
- Nel 2002 finalista al Gold Dagger Award con il romanzo Jolie Blon's Bounce.
- Nel 2007 finalista al Duncan Lawrie Dagger (nuova denominazione del Gold Dagger Award) con il romanzo Pegasus Descending.
- Nel 2009 vince il Grand Master Award (premio alla carriera) assegnato dai Mystery Writers of America.
- Nel 2010 finalista al Gold Dagger Award con il romanzo Rain Gods.

## Tutte le opere

### Serie di Dave Robicheaux
1. Pioggia al neon (The Neon Rain, 1987) (Baldini & Castoldi, 1998 - Meridiano Zero, 2007)
2. Prigionieri del cielo (Heaven's Prisoners, 1988) (Baldini & Castoldi, 1994)
3. Black Cherry Blues (Black Cherry Blues, 1989) (Mondadori, 1993)
(vincitore Edgar Award 1990)
4. Autunno caldo a New Orleans (A Morning for Flamingos, 1990) (Mondadori, 1994)
5. Piccola notte cajun (A Stained White Radiance, 1992) (Mondadori, 1996)
6. L'occhio del ciclone (In the Electric Mist with the Confederate Dead, 1993) (Mondadori, 1997 - Fanucci, 2009)
7. Rabbia a New Orleans (Dixie City Jam, 1994) (Baldini & Castoldi, 1997) (Hammett Prize 1995)
8. L'angelo in fiamme (Burning Angel, 1995) (Baldini & Castoldi, 1998)
9. La palude dell'odio (Cadillac Jukebox, 1996) (Mondadori, 1999)
10. Sunset Limited (Sunset Limited, 1998) (Meridiano Zero, 2004)
(vincitore Gold Dagger Award 1998)
11. Il mio nome è Mae Robicheaux (Purple Cane Road, 2000) (Mondadori, 2001)
12. La ballata di Jolie Blon (Jolie Blon's Bounce, 2002) (Meridiano Zero, 2005)
(finalista Edgar Award 2003)
13. Ultima corsa per Elysian Fields (Last Car to Elysian Fields, 2003) (Meridiano Zero, 2005)
14. Ti ricordi di Ida Durbin? (Crusader's Cross, 2005) (Meridiano Zero, 2006)
15. Prima che l'uragano arrivi (Pegasus Descending, 2006) (Meridiano Zero, 2008)
16. L'urlo del vento (The Tin Roof Blowdown, 2007) (Fanucci, 2008)
17. Il prezzo della vergogna (Swan Peak, 2008) (Fanucci, 2009)
18. Arcobaleno di vetro (The Glass Rainbow, 2010) (Jimenez, 2025)
19. Creole Belle (Creole Belle, 2012) (Unorosso, 2015)
20. Il sale della terra (Light of the world, 2013) (Unorosso, 2017)
21. Robicheaux  (Robicheaux, 2018) (Jimenez, 2023)
22. New Iberia Blues (The New Iberia Blues, 2019) (Jimenez, 2023)
23. Una cattedrale privata (A Private Cathedral, 2020) (Jimenez, 2024)
24. Clete (Clete, 2024) (Jimenez, 2024)

### Serie di Billy Bob Holland
1. Terra violenta (Cimarron Rose, 1997) (Mondadori, 2000)
(vincitore Edgar Award 1998)
2. (Heartwood, 1999)
3. (Bitterroot, 2001)
4. (In the Moon of Red Ponies, 2004)

### Serie di Hack Holland
1. (Lay Down My Sword and Shield, 1971)
2. (Rain Gods, 2009)
3. (Feast Day of Fools, 2011)

### Serie famiglia Holland
1. (Wayfaring Stranger, 2014)
2. (House of the Rising Sun, 2015)
3. (The Jealous Kind, 2016)
4. (Another Kind of Eden, 2021)
5. (Every Cloak Rolled in Blood, 2022)

### Altri romanzi
- (Half of Paradise, 1965)
- (To the Bright and Shining Sun, 1970)
- Two for Texas (Two for Texas, 1982) (Meridiano Zero, 2004)
- (The Lost Get-Back Boogie, 1986)
- (White Doves at Morning, 2002)

### Raccolte di racconti
- (The Convict and other stories, 1985)
- Gesù dell'uragano e altre storie (Jesus Out to Sea, 2007) (Jimenez, 2022)